# Tadeusz Bartkowiak
Tadeusz Bartkowiak (ur. 25 października 1933 w Nowym Gołębiewku) – polski aktor, głównie teatralny; absolwent krakowskiej PWST (1959). Odznaczony jako Zasłużony Działacz Kultury w 1987 roku.

## Teatr
W teatrze zadebiutował jeszcze jako student krakowskiej PWST - 29 listopada 1958 roku w Irydionie Zygmunta Krasińskiego. Występował w wielu polskich teatrach: w krakowskim Stary Teatr im. Heleny Modrzejewskiej (1958), Teatrze 13 Rzędów w Opolu (1959, 1960), Teatrze Nowym w Zabrzu (1960-1962), Teatrze Polskim w Bielsku-Białej (1962, 1963), Teatrze Polskim w Bydgoszczy (1963-1969), Lubuskim Teatrze im. Leona Kruczkowskiego w Zielonej Górze (1969-1990, najdłużej), w Bałtyckim Teatrze Dramatycznym im. Juliusza Słowackiego działającym w Koszalinie i Słupsku (1976), a także w Teatrze im. Juliusza Osterwy w Gorzowie Wielkopolskim (1982).

## Spektakle teatralne (wybór)
- 1958 - Irydion jako Gladiator I (reż. Jerzy Kreczmar)
- 1959 - Orfeusz jako Rafael; Głos Listonosza (reż. Jerzy Grotowski)
- 1960 - Kain jako Kain (reż. J. Grotowski)
- 1960 - Lekarz mimo woli jako Thibaut (reż. Jerzy Ukleja)
- 1962 - Gwałtu, co się dzieje! jako Doręba (reż. Bronisław Orlicz)
- 1962 - Makbet jako Donalbein (reż. J. Ukleja)
- 1963 - Damy i huzary jako Edmund (reż. Andrzej Uramowicz)
- 1963 - Wojna i pokój jako Andrzej Bołkołoński (reż. Tadeusz Aleksandrowicz)
- 1964 - Balladyna jako Filon, Żołnierz Kirkora (reż. T. Aleksandrowicz)
- 1964 - Król Henryk IV jako Książę Alencon; Bolingbroke (reż. T. Aleksandrowicz)
- 1964 - Przyjaciel wesołego diabła (reż. Jolanta Skubniewska)
- 1965 - Robin Hood (reż. Janusz Mazanek)
- 1965 - Śpiąca królewna (reż. Mieczysław Wielicz)
- 1966 - Sułkowski jako Worsley (reż. Jan Błeszyński)
- 1966 - Ali Baba i 40 rozbójników jako Zbójca III (reż. Jan Skotnicki)
- 1967 - Lilla Weneda jako Gryf (reż. Danuta Knoppówna)
- 1967 - Otello (reż. Zygmunt Wojdan)
- 1967 - Trzy siostry jako Fiedotik (reż. Józef Wyszomirski)
- 1968 - Świętoszek jako Walery (reż. Krystyna Meissner)
- 1969 - Śmierć gubernatora jako Adiutant (reż. Jerzy Hoffman)
- 1970 - Król Lear jako Doktor (reż. J. Hoffman)
- 1970 - Turoń jako Xawery (reż. J. Hoffman)
- 1970 - Don Juan jako Piotrek (reż. Krzysztof Pankiewicz)
- 1971 - Klub kawalerów jako Topolnicki (reż. Alina Obidniak)
- 1971 - Wesele jako Pan Młody (reż. J. Hoffman)
- 1972 - Bliźniaki z Wenecji jako Florindo (reż. J. Hoffman)
- 1973 - Opera za trzy grosze jako Walter "Karawaniarz" (reż. Stanisław Bieliński)
- 1974 - Śluby panieńskie jako Albin (reż. S. Bieliński)
- 1974 - Jan Maciej Karol Wścieklica jako Demur (reż. Krzysztof Ziembiński)
- 1975 - Czarna róża jako Zbyszek (reż. Roman Kłosowski)
- 1977 - Tato, tato, sprawa się rypła jako Ignac (reż. Ryszard Krzyszycha)
- 1978 - Tango jako Edek (reż. Tadeusz Pliszkiewicz)
- 1978 - Warszawianka jako Małachowski (reż. T. Pliszkiewicz)
- 1979 - Maskarada jako Żukowskij (reż. Maria Straszewska)
- 1979 - Ladacznica z zasadami jako Senator (reż. Mirosław Wawrzyniak)
- 1980 - Sługa dwóch panów jako Służący z gospody (reż. Barbara Katarzyna Radecka)
- 1980 - Mąż i żona jako Alfred (reż. B. Orlicz)
- 1981 - Kwiaty polskie (reż. Wojciech Jesionka)
- 1982 - Barbara Radziwiłłówna jako Senator (reż. Bohdan Mikuć)
- 1983 - Dwa teatry jako Mężczyzna I (reż. Wanda Wróblewska)
- 1984 - Arlekin jako Stanisław August (reż. Zbigniew Czeski)
- 1984 - Odejście głodomora jako Pan I; Ojciec Chłopca (reż. Jan Różewicz)
- 1984 - Rozmowy przy wycinaniu lasu jako Bimber (reż. B. K. Radecka)
- 1985 - Fantazy jako Ksiądz Loga (reż. Bernard Ford-Hanooka)
- 1985 - Pierścień i róża jako Antonio Gburiano (reż. Z. Czeski)
- 1985 - Wyzwolenie jako Samotnik; Geniusz; Aktor (reż. B. Ford-Hanooka)
- 1986 - Wodewil warszawski jako Lekarz (reż. Z. Czeski)
- 1987 - Antygona jako Tyrezjasz (reż. Krzysztof Rotnicki)
- 1987 - Komedia omyłek jako Angelo (reż. Wiesław Górski)
- 1987 - Balladyna jako Kanclerz, Pustelnik (reż. Janusz Kozłowski)
- 1989 - Trędowata jako Szeliga (reż. J. Kozłowski)
- 1990 - Sługa dwóch panów jako Bagażowy (reż. zespołowa)

### Teatr Telewizji
- 1970 - Śmierć gubernatora jako Adiutant (reż. J. Hoffman)

## Film
W filmie wystąpił tylko dwa razy; po raz pierwszy w Nie będę cię kochać (reż. Janusz Nasfeter, 1973). Drugą rolą filmową był epizod (ale znaczący) w Misiu Stanisława Barei, gdzie pojawił się jako WOP-ista rozmawiający z Ryszardem Ochódzkim o uszkodzonym paszporcie (1980).